# اس‌ام‌اس هلگولند
اس‌ام‌اس هلگولند (به انگلیسی: SMS Helgoland) یک کشتی بود که طول آن ۱۶۷٫۲۰ متر (۵۴۸٫۶ فوت) بود. این کشتی در سال ۱۹۰۹ ساخته شد.